# 安東尼夫 (白采爾克瓦區)
安東尼夫（烏克蘭語：Антонів）是位於烏克蘭北部的村莊，由基辅州白采爾克瓦區的斯克維拉市鎮負責管轄。該村始建於1471年，面積6.11平方公里，海拔高度184米，2001年人口841，人口密度每平方公里137.6人。